# Leucolithodes lecideata
Leucolithodes lecideata là một loài bướm đêm trong họ Geometridae.